# Anomoea
Anomoea je rod lišćara iz potfamilije Cryptocephalinae. Ime se često meša sa rodom tefritidnih muva Anomoia, zbog istorijske konfuzije oko prvenstva. Vrste iz ovog roda žive u Severnoj i Srednjoj Americi, nijedna nije zabeležena ni u Srbiji ni u susednim zemljama.

## Vrste
- Anomoea flavokansiensis Moldenke, 1970
- Anomoea laticlavia Forster, 1771
- Anomoea nitidicollis Schaeffer, 1919
- Anomoea rufifrons Lacordaire, 1848